# Perloočky
Perloočky (Cladocera) nazývané též vodní blechy je řád malých vodních lupenonožců (Branchiopoda). Tvoří monofyletickou skupinu, která je tvořena asi 620 známými druhy v 80 rodech a 11 čeledích. Vývojově pocházejí již z paleozoika. V Česku žije asi 90 druhů, nejznámější jsou hrotnatky (Daphnia).

## Anatomie
Perloočky jsou plovoucí korýši s tělem uzavřeným v dvojchlopňovém krunýři. Dosahují velikosti 0,2 až 6 mm (rod Leptodora až 18 mm). Mají dva páry tykadel, první je malý a slouží jako smyslový orgán, druhý je mnohem větší, rozvětvený a používaný k pohybu. Na hlavě mají jediné velké pigmentované složené oko tvořené 22 ommatidii, které je vnořeno do hlavy a pokryto průhlednou pokožkou. Na jeho povrchu se nachází množství lesklých částic, které se lesknou jako malé perličky, což dalo perloočkám jejich jméno. 4-6 párů drobných hrudních nožek fungují jako filtr ke získávání částeček potravy, u většiny druhů je zadeček zakončen drápkovitou vidličkou. Dýchají celým tělem nebo žábrami. Pohybují se jakoby skákavým pohybem pomocí svých obrvených tykadel - udělají několik temp, poté pomalu klesají dolů a následně opět udělají několik temp.

### Cévní soustava
Cévní soustava je otevřená, tvořená jednoduchým srdcem s kruhovitou svalovinou, které tepe 200–250krát za minutu. Srdce leží v čelistním článku hřbetní části těla. Hemolymfa je bezbarvá.

### Rozmnožování
U perlooček dochází ke střídání generace rozmnožující se pohlavně a generace, která se množí partenogenezí, tento jev se nazývá heterogonie. V létě se jen samičky množí partenogenezí a tvoří také jen samičky. Na podzim se z neoplozených vajíček líhnou i samečkové, kteří brzy oplodní mladé samičky. V zimě se líhnou zimní vajíčka, uzavřena v párech v sedélku (schránce z chitinu = efipium). Díky této schránce dokáží přečkat i suché a chladné období. Vývoj je přímý.

## Ekologie, význam
Perloočky obývají především sladké i slané kontinentální vody, přičemž preferují vody stojaté. Několik druhů je možno nalézt i v moři. Společně s vířníky a klanonožci tvoří nejvýznamnější skupinu planktonních živočichů. Jako takoví jsou potravou ryb i dalších vodních tvorů. Samy se naopak živí fytoplanktonem (řasami a sinicemi), čímž zlepšují kvalitu vody. Některé druhy jsou predátoři a živí se zooplanktonem. Z toxikologického hlediska je důležitá jejich mimořádná citlivost na látky typu organofosfátů, která je srovnatelná s citlivostí plynové chromatografie. Zvláště hrotnatka velká (Daphnia magna) se používá jako testovací organismus k biologickým zkouškám toxicity; známým zástupcem tohoto rodu je i hrotnatka obecná (Daphnia pulex).
Lidé je využívají při různých vědeckých studiích, neboť se snadno množí, chovají a zkoumají.

## Taxonomie
Rozdělení perlooček na podřády a čeledi:
Řád Cladocera Latreille, 1829
- Podřád Ctenopoda Sars, 1865
  - Holopediidae Sars, 1865
  - Sididae Baird, 1850
- Podřád Anomopoda Stebbing, 1902
  - Bosminidae Baird, 1845
  - Chydoridae Stebbing, 1902
  - Daphniidae Straus, 1820
  - Gondwanotrichidae Van Damme et al., 2007
  - Macrotrichidae Norman & Brady, 1867
- Podřád Onychopoda Sars, 1865
  - Cercopagididae Mordukhai-Boltovskoi, 1968
  - Podonidae Mordukhai-Boltovskoi, 1968
  - Polyphemidae Baird, 1845
- Podřád Haplopoda Sars, 1865
  - Leptodoridae Lilljeborg, 1900

## Galerie

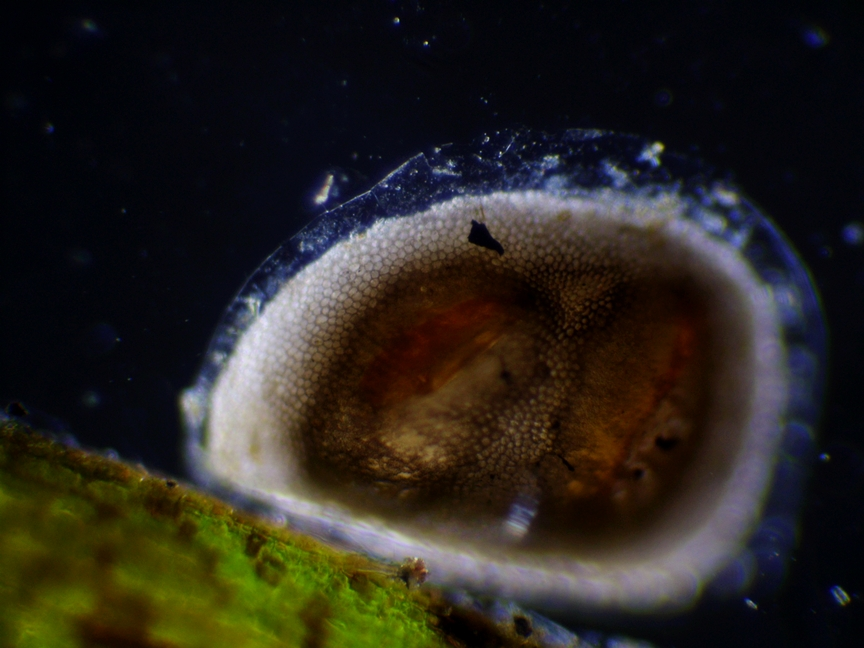
Zimní vajíčko perloočky (ephippium)
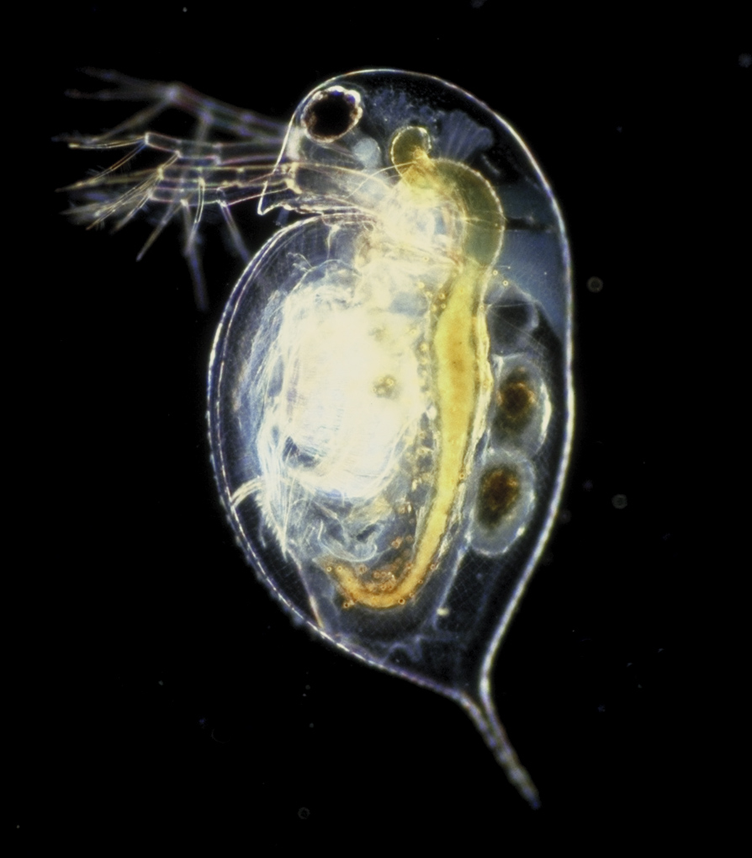
Hrotnatka obecná (Daphnia pulex)
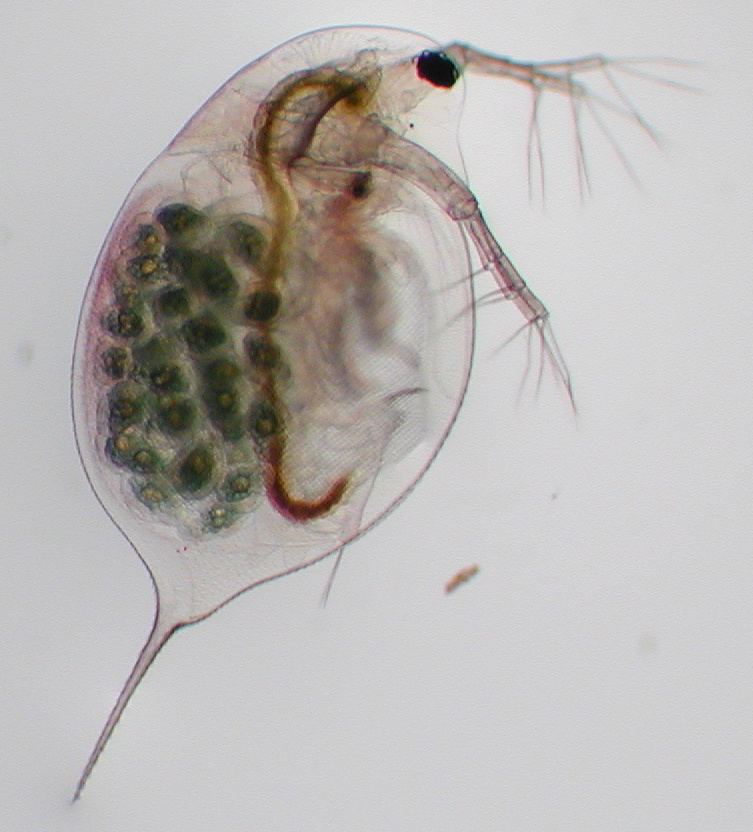
Hrotnatka průhledná (Daphnia longispina) s vajíčky
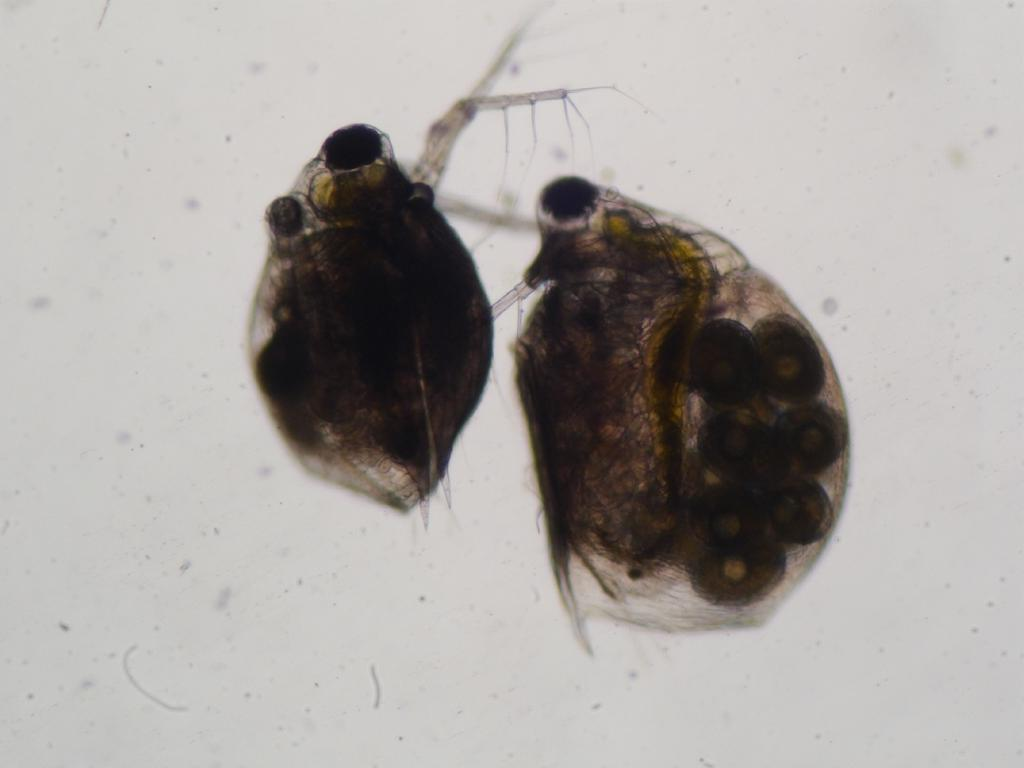
Hladinovka (Scapholeberis)
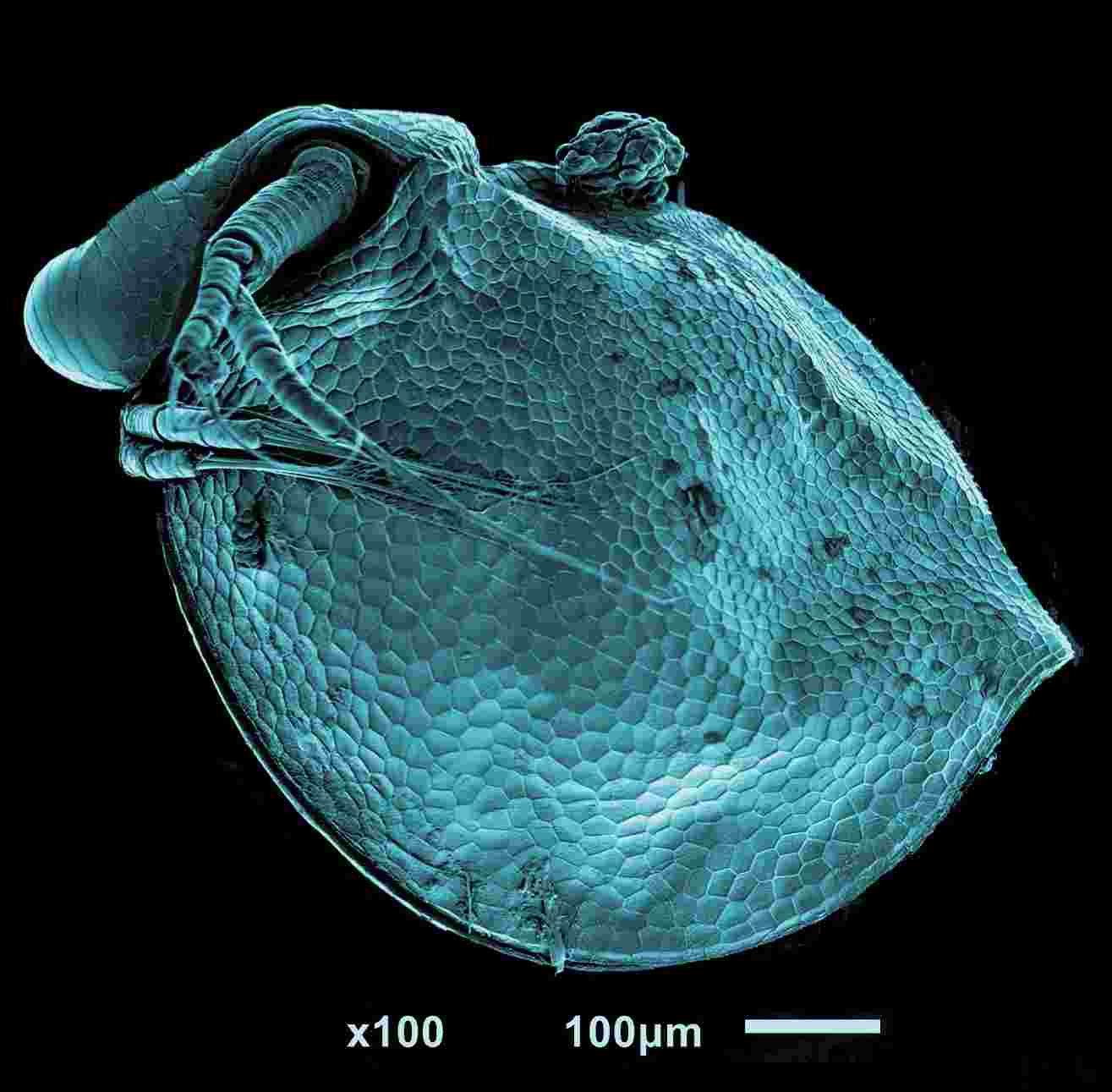
Mikrosnímek břichatky (Ceriodaphnia)